# Lamentação de Cristo

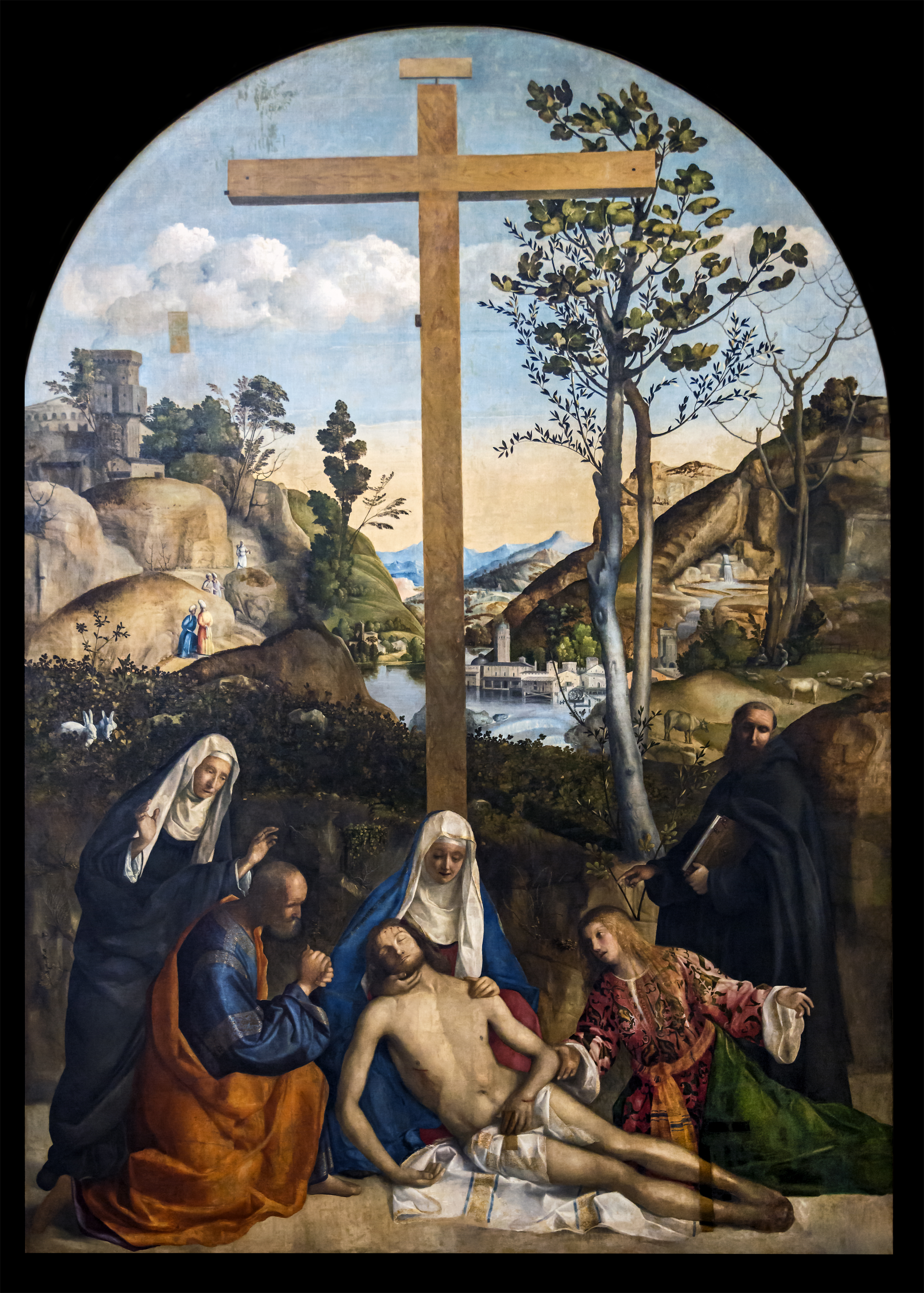
Lamentação de Cristo.
Entre 1515 e 1520. Por Giovanni Bellini, atualmente na Accademia de Veneza.

A Lamentação de Cristo[a] é um tema que foi muito comum na arte cristã entre a Alta Idade Média e o Barroco. Depois que Jesus foi crucificado, seu corpo foi retirado da cruz e seus amigos e familiares velaram seu corpo. Este evento foi retratado por muitos artistas ao longo dos anos.
As obras sobre a Lamentação aparecem frequentemente em ciclos sobre a "Vida de Cristo" e também como obras individuais. Um tipo específico de Lamentação mostra apenas Maria, a mãe de Jesus, com o corpo do filho morto no colo e é conhecido como Pietà ("Pena" em italiano)[b].

## Desenvolvimento

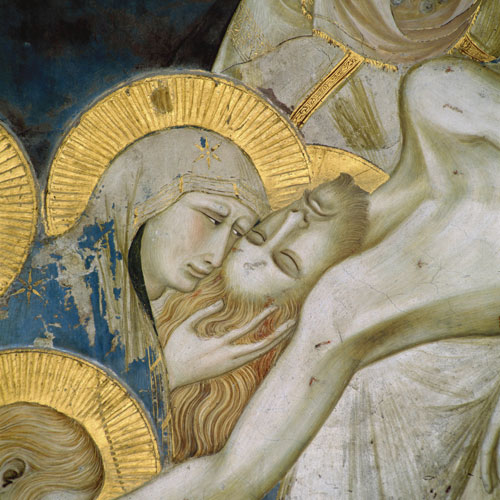
Detalhe da Lamentação de Cristo.
Afresco do século XIV de Pietro Lorenzetti na Basílica de Assis, na Itália.

Conforme as representações sobre a Paixão de Cristo foram aumentando de complexidade com a aproximação do fim do primeiro milênio, diversas novas cenas foram criadas cobrindo o período entre a morte de Jesus na cruz e seu sepultamento. Os relatos nos evangelhos canônicos se concentram nos papéis de José de Arimateia e Nicodemos, mas mencionam também a presença de Maria e Maria Madalena. As cenas mostrando José negociando com Pôncio Pilatos a permissão para poder enterrar o corpo de Cristo são mais raras. A "Deposição de Cristo", cena na qual o corpo é retirado da cruz, mostrada quase sempre na vertical ou já tombada, na diagonal e ainda fora do chão, foi a primeira a se desenvolver, aparecendo na arte bizantina no final do século IX e, logo depois, em iluminuras otonianas. O "Carregamento do Corpo", que mostra o corpo de Jesus sendo carregado por José, Nicodemos e - às vezes - outros, era inicialmente a única cena que cobria todo o período entre a Deposição e o Sepultamento, e era bastante comum no mundo bizantino. A colocação do corpo de Jesus numa plataforma de pedra (em grego:  epitaphios) ganhou importância na arte bizantina com a criação dos ícones em tecido dos tipos epitaphios e antimension; os equivalentes ocidentais, na pintura, são chamados de "Unção de Cristo". O "Sepultamento de Cristo", mostrando a colocação do corpo de Cristo no túmulo, foi uma inovação ocidental no final do século X; como túmulos escavados horizontalmente numa fachada rochosa eram desconhecidos na Europa Ocidental, geralmente as imagens mostram um sarcófago em pedra ou um túmulo escavado numa superfície plana de rocha (como uma "cova").
A partir destas imagens iniciais nasceu a cena da "Lamentação" no final do século XI, já inicialmente guardando para Maria uma posição proeminente, seja segurando o corpo ou, posteriormente, tendo-o deitado sobre o colo, ou ainda, às vezes, desfalecendo enquanto José e outros seguram o corpo. Numa das primeiras representações bizantinas do século XI, uma cena deste tipo acontece do lado de fora da entrada do túmulo, mas já nesta época outras imagens representam a cena aos pés da cruz vazia - de fato realocando a cena tanto no tempo (para antes do "Carregamento" e da "Unção") quanto no espaço. Esta forma é a que se tornaria padrão na arte gótica ocidental e, mesmo quando a cruz passou a aparecer com menos frequência, a paisagem ao fundo continuou sendo representada. Nos primeiros anos da pintura flamenga do século XV, as três cruzes geralmente aparecem no fundo da pintura, a uma curta distância da cena.
As Lamentações não apareceram na arte ao norte dos Alpes antes do século XIV, mas então se tornaram muito populares na região, com as versões setentrionais reforçando a centralidade de Maria na composição. A posição típica do corpo de Cristo muda, de deitado numa plataforma de pedra ou no chão, geralmente visto de perfil ao longo do centro da obra, para a parte superior do torso sendo levantada por Maria ou outras pessoas, para, finalmente, uma posição quase vertical - visto de frente - ou atravessado no colo de Maria. Maria Madalena geralmente aparece aos pés de Jesus e José, geralmente um homem mais velho e barbado, aparece vestido ricamente. Nas Lamentações com vários personagens, as figuras mostradas junto ao corpo de Cristo são as Três Marias, João, José e Nicodemos, vários outras figuras de ambos os sexos, além de anjos e os doadores. O famoso afresco de Giotto na Capela Scrovegni inclui ainda dez outras figuras femininas que não se pretendia que fossem reconhecidas, uma vez que não tem o halo dos santos. O tema se tornou rapidamente uma imagem devocional distinta, concentrada no sofrimento de Maria em relação à morte de seu filho, com menor ênfase narrativa; o resultado lógico desta tendência é a Pietà, que mostra apenas mãe e filho e é um tema particularmente adequado para a escultura.
A "Deposição de Cristo" e a "Lamentação" (inclusive a "Pietà") formam, juntas, a décima-terceira estação da cruz, uma das sete dores da Virgem e são cenas comuns nos ciclos da Vida da Virgem. Todos estes fatores aumentaram a frequência com que a cena foi representada, pois séries sobre estes temas devocionais eram muito populares.
Não é sempre possível identificar claramente se uma imagem em particular deve ser considerada como uma "Lamentação" ou um dos outros temas relacionados discutidos acima e os museus e historiadores da arte nem sempre concordam sobre o tema escolhido. A famosa pintura de Mantegna é essencialmente uma "Unção" e muitas cenas, especialmente do período do Trecento italiano e as de depois de 1500, combinam características da "Lamentação" e do "Sepultamento".
O tríptico de Ambrosius Benson do século XVI foi roubado de Nájera (La Rioja, Espanha) em 1913, e foi revendido diversas vezes depois disso. A última foi num leilão da Sotheby's em 2008, no qual um comprado anônimo pagou 1,46 milhões de euros por ele.

## Pinturas selecionadas
- Lamentação sobre o Cristo Morto - de Andrea Mantegna
- Lamentação sobre o Cristo Morto - de Niccolò dell'Arca

## Galeria

Lamentações
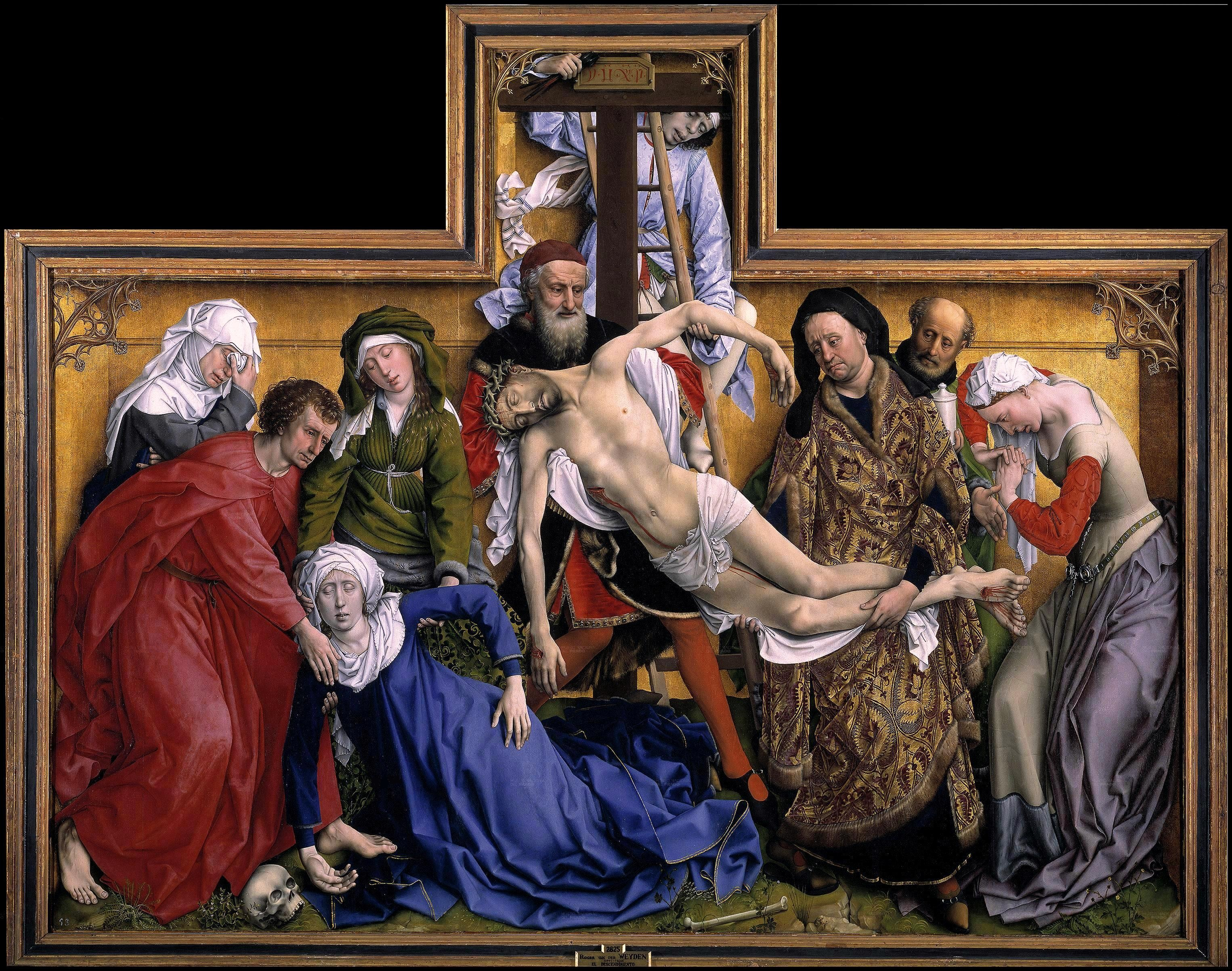
A Deposição da Cruz, Rogier van der Weyden (1435; no Museu do Prado) - Maria desfalecendo durante a Deposição da Cruz, uma das formas da "Lamentação".
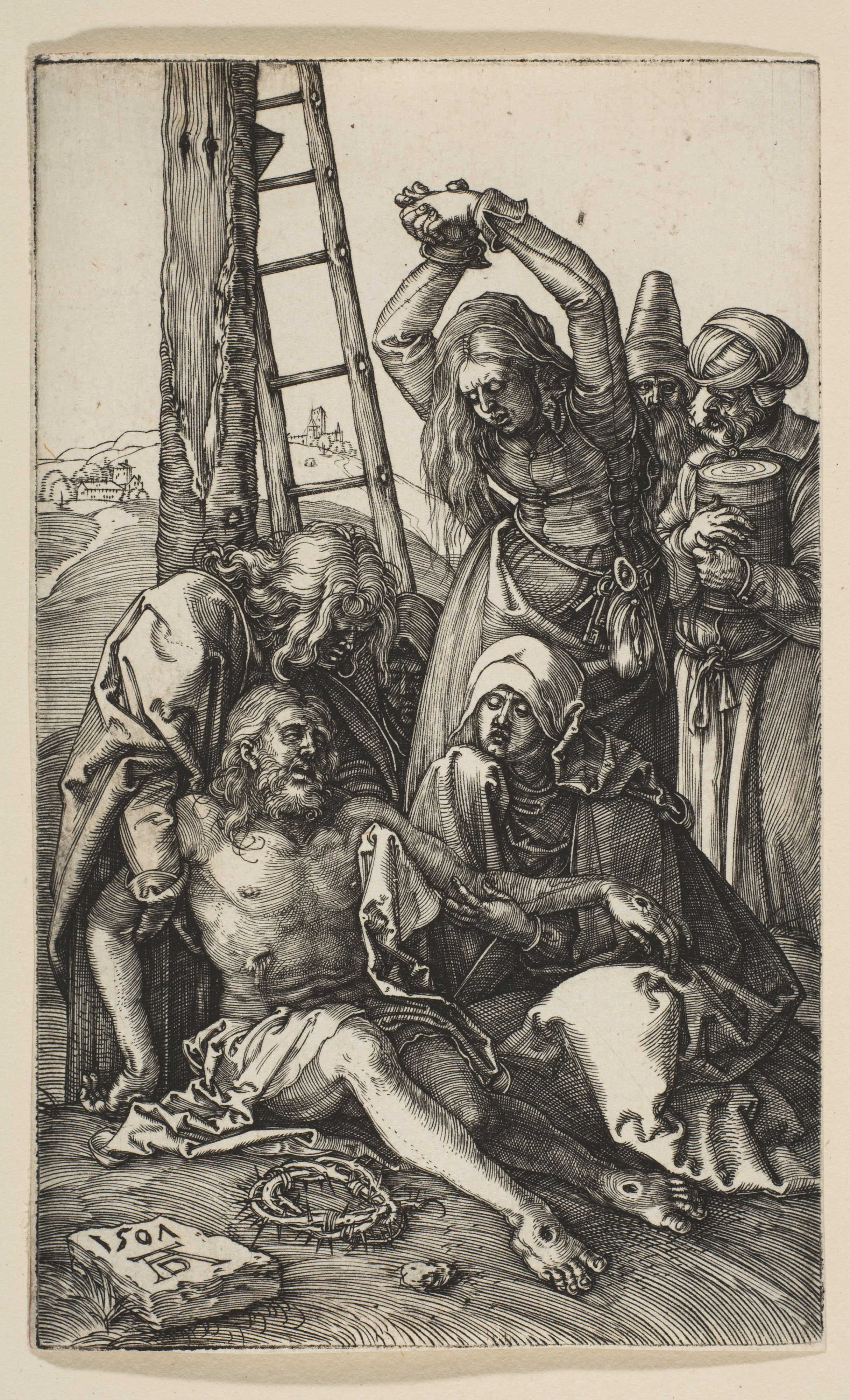
Gravura de Albrecht Dürer (1507).
Lamentação de Cristo por Peter Paul Rubens (1618), no Museu Real de Belas Artes de Antuérpia.
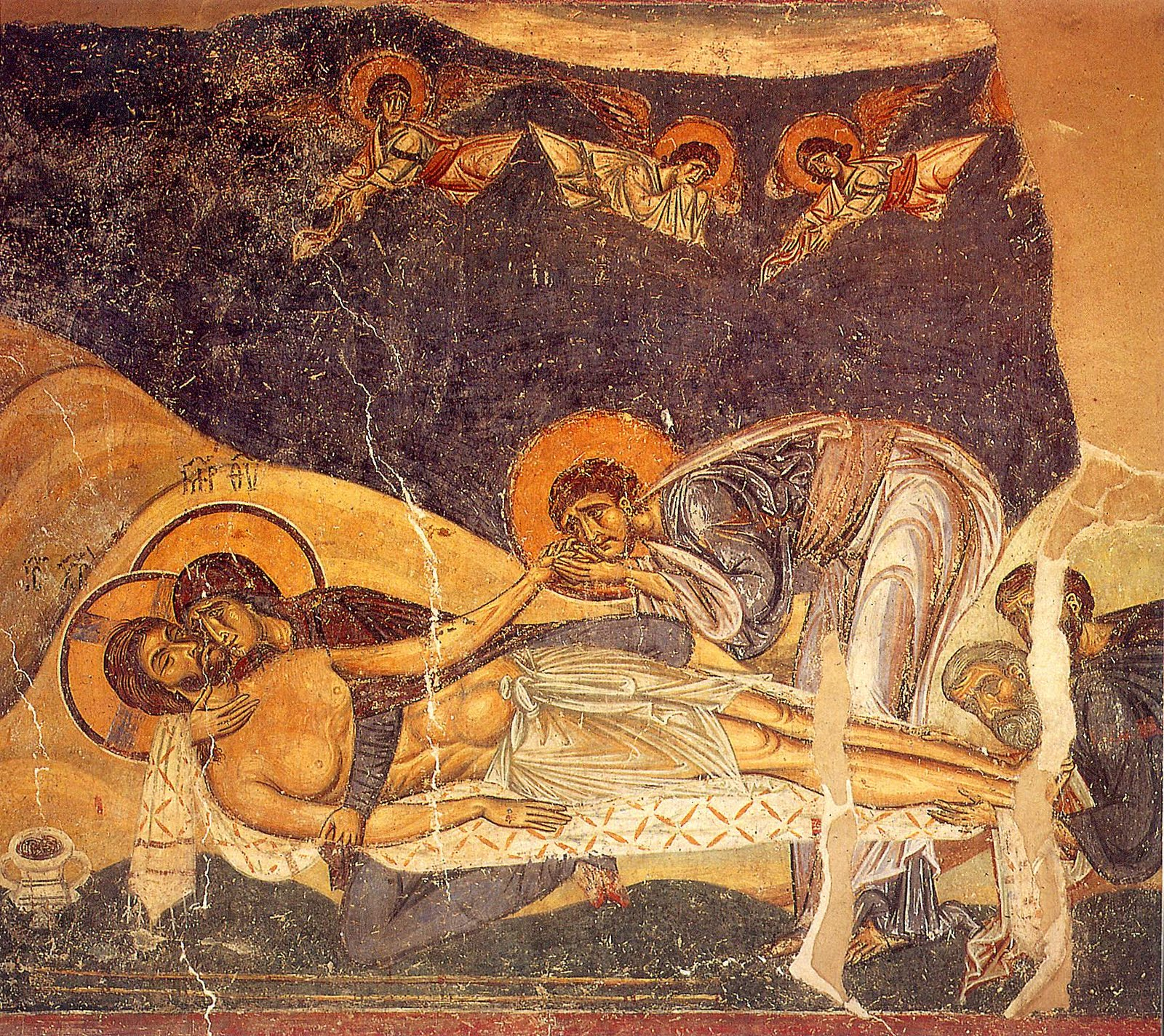
Afresco do século XII em Nerezi.
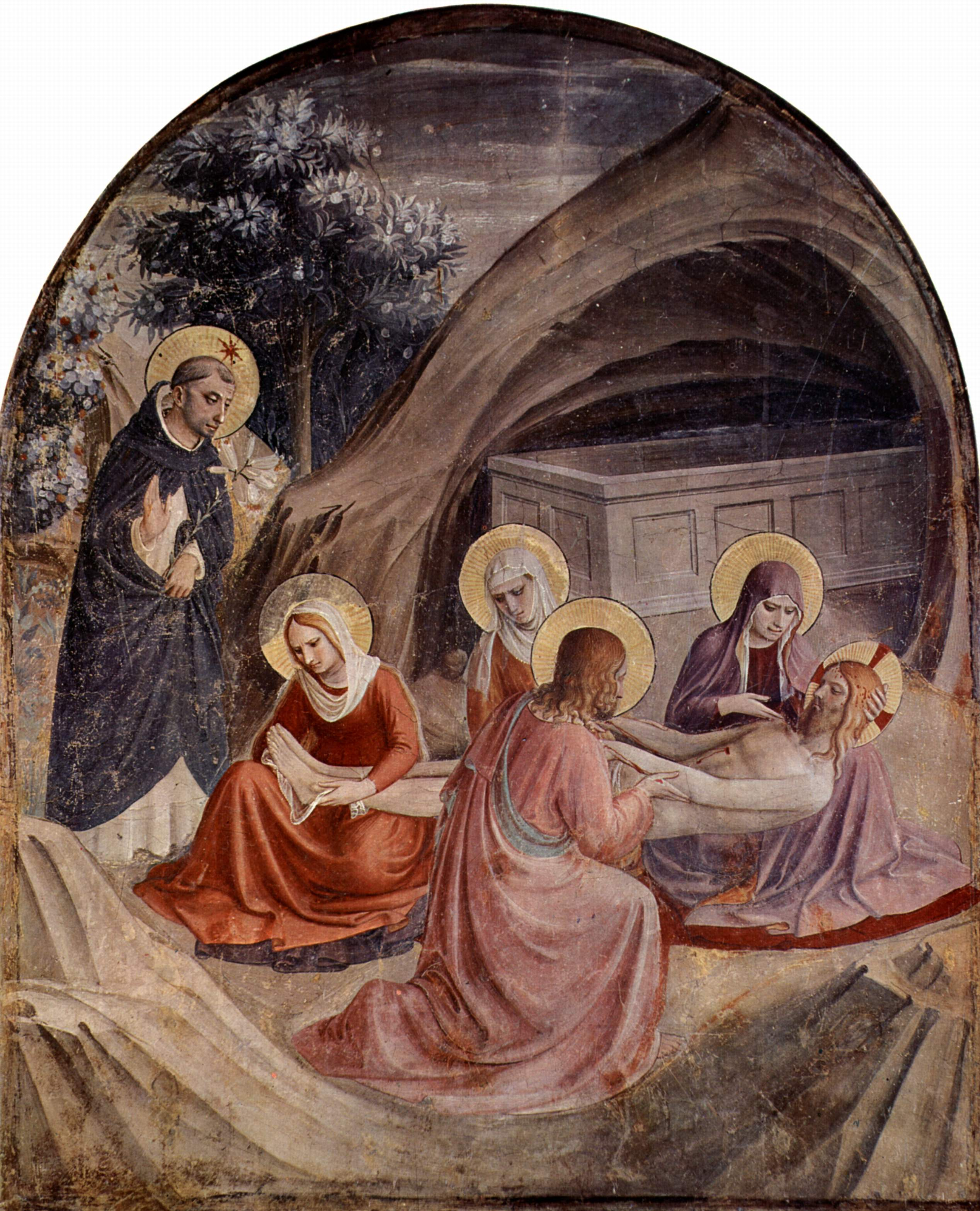
Afresco de Fra Angelico (c. 1437-1446) mostrando a cena perto do túmulo.
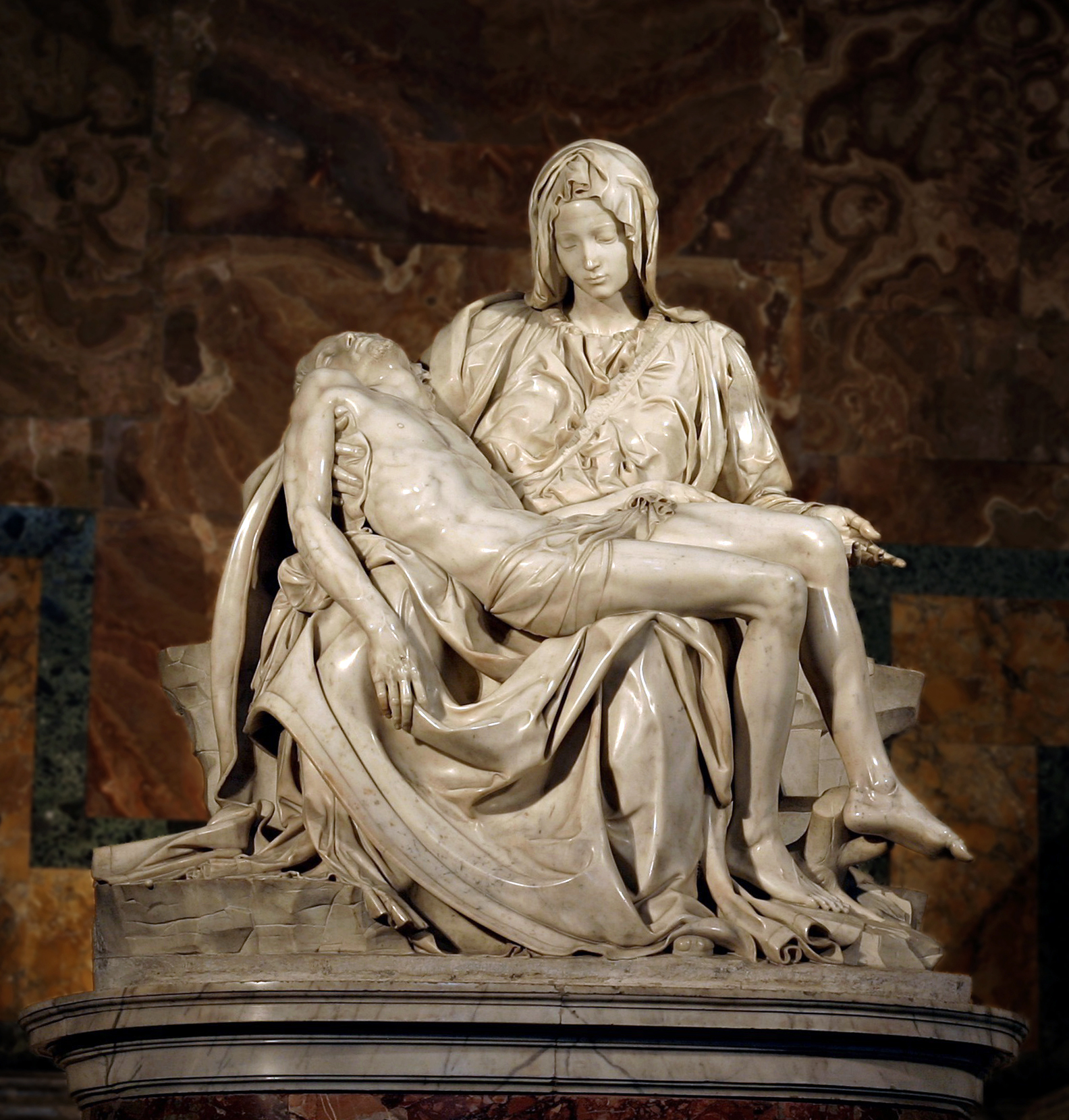
Pietà do Vaticano, de Michelangelo, provavelmente a "Lamentação" mais famosa do mundo.
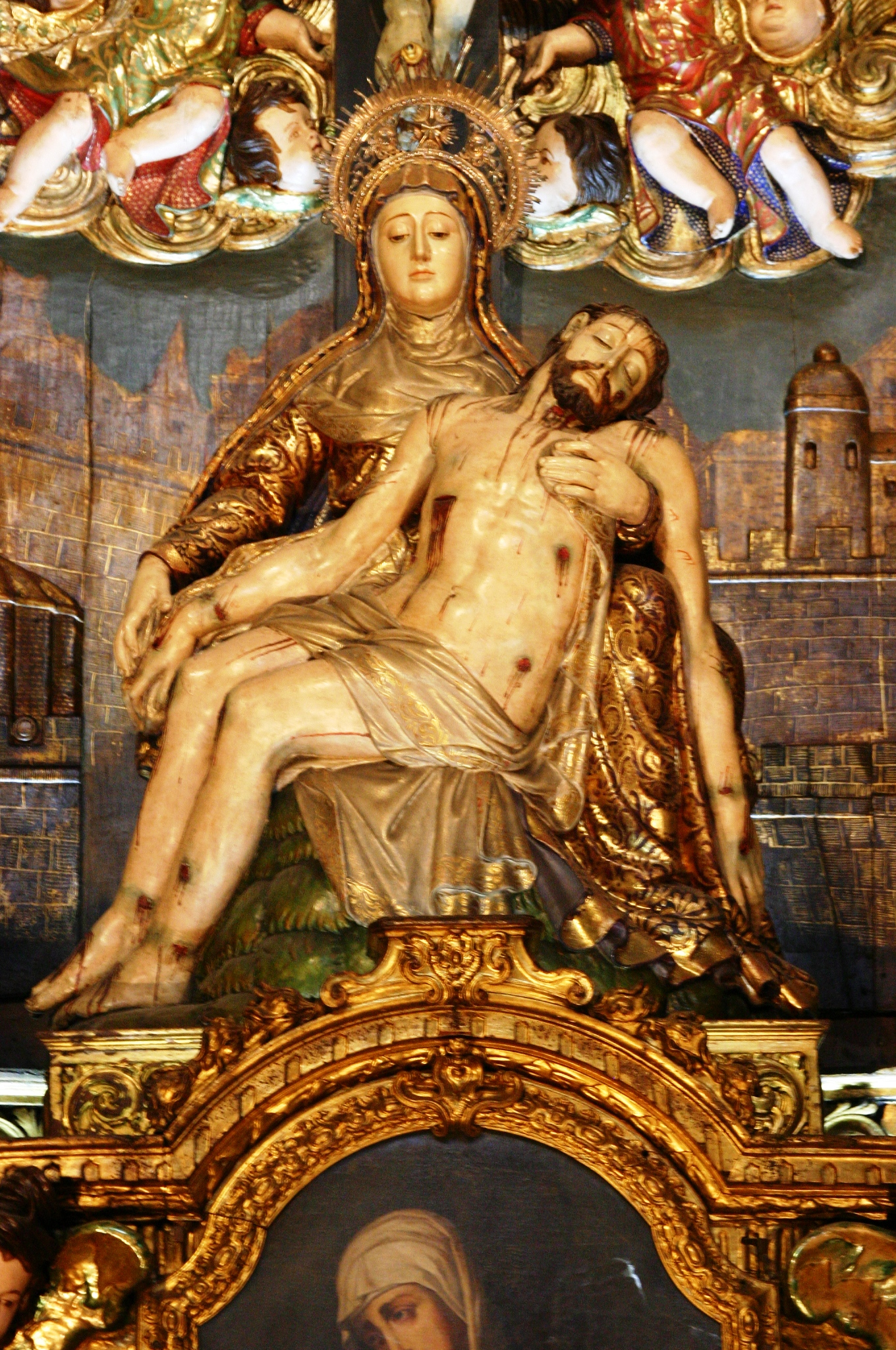
Pietà na Igreja de São Roque, em Lisboa.
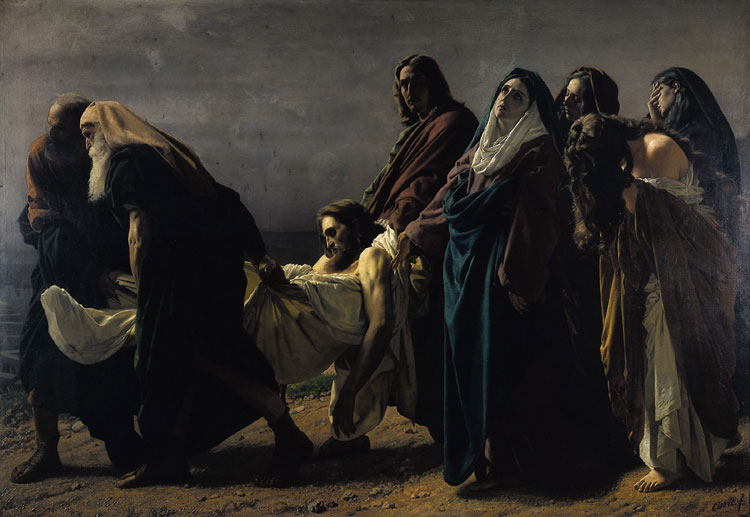
"Carregamento de Cristo" - 1864-1870, de Antonio Ciseri.